# Regelbau 58

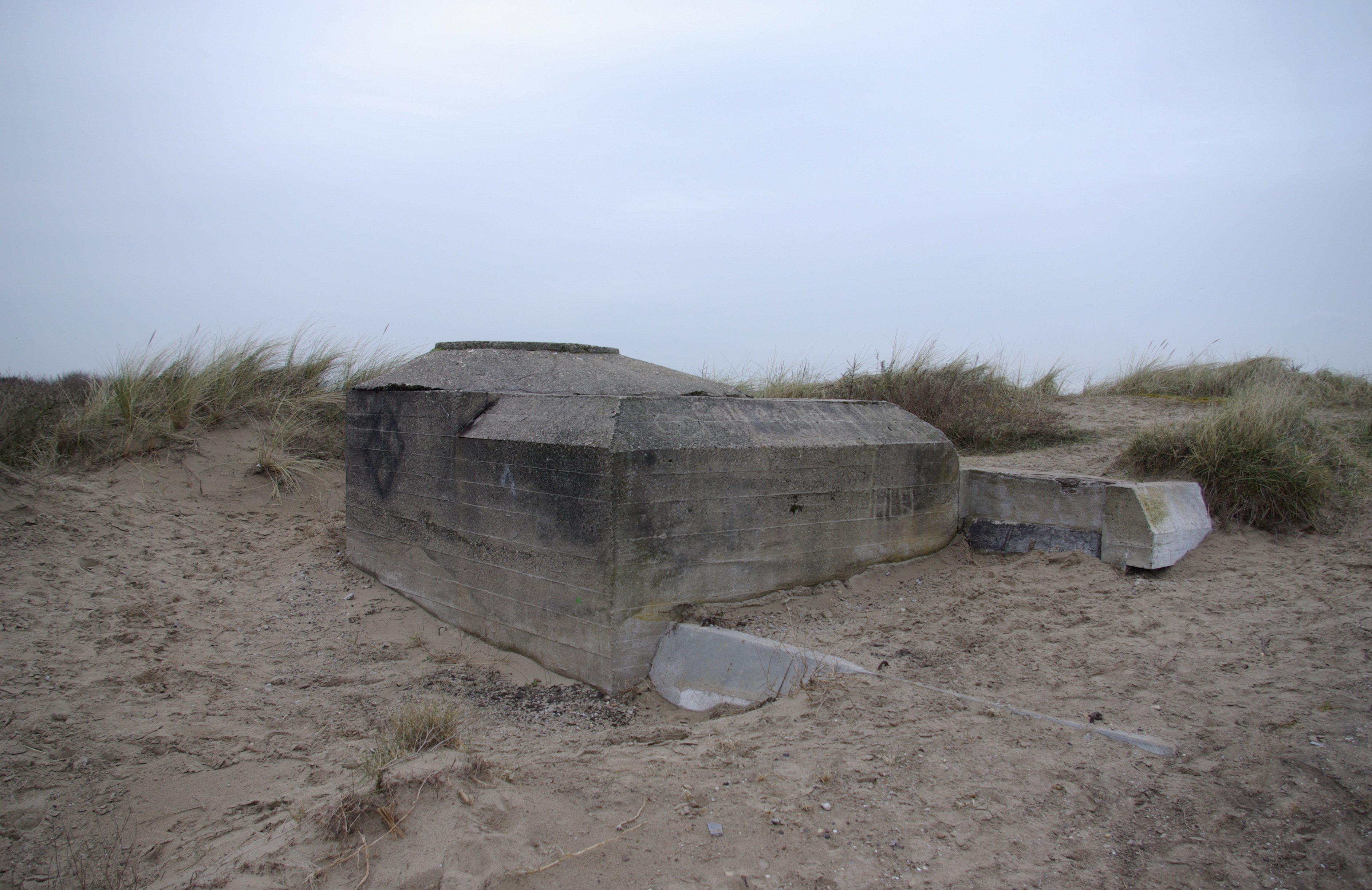
Casemate de type Regelbau 58 à IJmuden.

La casemate de type Regelbau 58 est une casemate répondant au standard Regelbau. Sa mission est de servir de poste d'observation.
Elle a la particularité d'être équipée d'une ouverture circulaire à son sommet pour l'observation.

## Construction
Les premiers exemplaires datent de 1942. La construction nécessitait l'excavation de 70 m3 de matériaux et la coulée de 11 m3 de béton.
Ce modèle de casemate est également désigné sous le nom de Bauform 201.

## Architecture

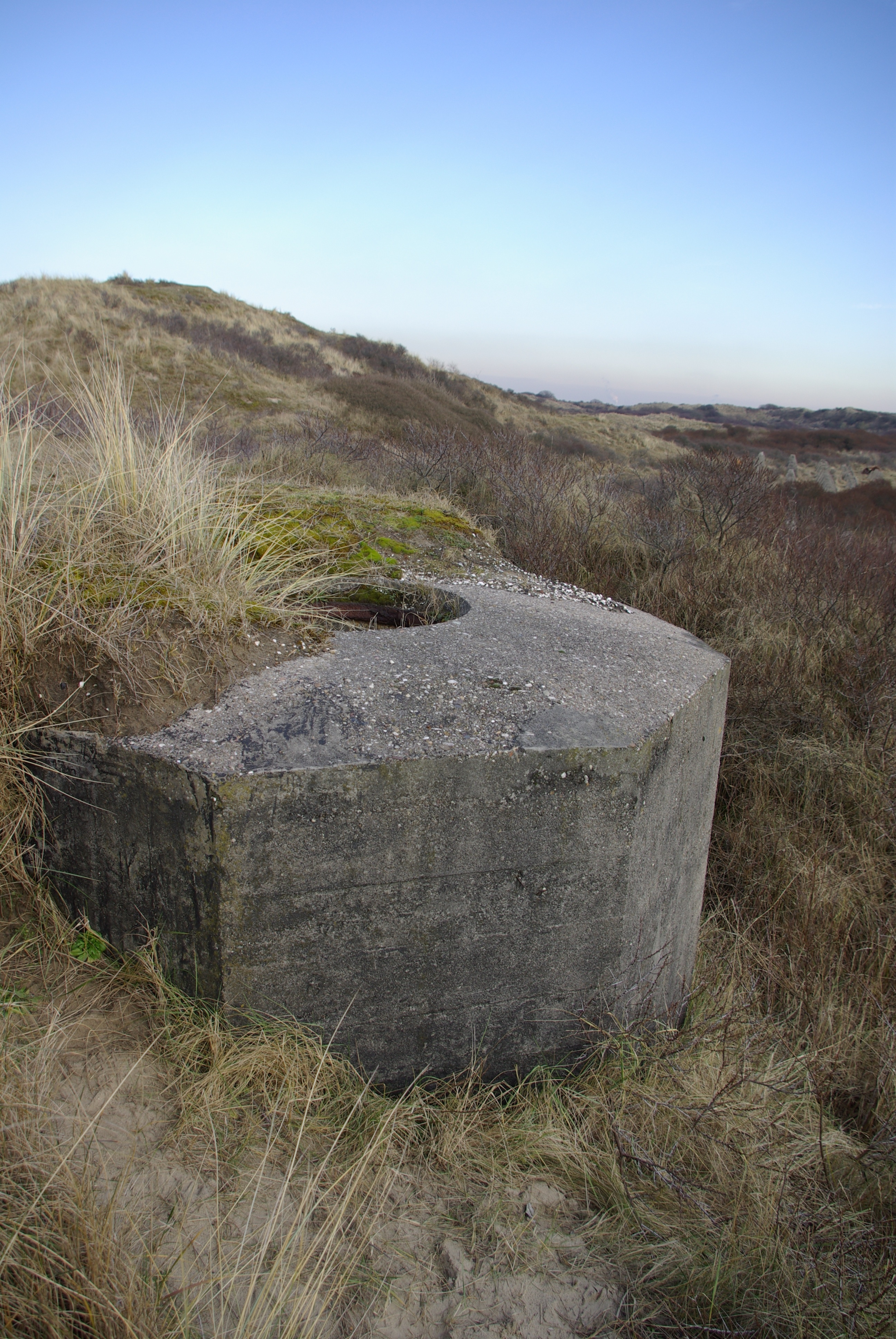
Vue supérieure d'une casemate de type Regelbau 58.

La casemate est défendue par une mitrailleuse MG.
Elle fait 2,35 m de long pour 3,7 m de large et 2,75 m de haut.

## Exemplaires
C’est probablement le bunker le plus construit au Danemark pendant la Seconde Guerre mondiale.